# Allison Curbishley
Allison Curbishley (Reino Unido, 3 de junio de 1976) es una atleta británica retirada especializada en la prueba de 4x400 m, en la que ha conseguido ser medallista de bronce europea en 1998.

## Carrera deportiva
En el Campeonato Europeo de Atletismo de 1998 ganó la medalla de bronce en los relevos 4x400 metros, con un tiempo de 3:25.66 segundos, llegando a meta tras Alemania (oro) y Rusia (plata).